# Дворянець Антоніна Григорівна
Антоні́на Григо́рівна Дворяне́ць (нар. 23 березня 1952, Старосілля або Чорнобиль, УРСР — 18 лютого 2014, Київ, Україна) — українська ліквідаторка аварії на ЧАЕС, учасниця Євромайдану. Учасниця Революції гідності, героїня Небесної сотні, загинула під час подій 18 лютого 2014 року в Києві. Герой України (посмертно).

## Біографія
Народилась 23 березня 1952 року. За одними даними — в місті Чорнобиль, за іншими — у селі Старосілля Чорнобильського району. У Чорнобилі провела все дитинство та здобула освіту за спеціальністю «гідротехнік». Там само одружилася з Іваном Дворянцем і народила сина та дочку Світлану. 
Після аварії на ЧАЕС сім'ю вивезли в село Шибене, згодом були вимушені переїхати до Переяслава, а з 2 травня 1988 року стали мешканцями Броварів. Але Антоніна та її чоловік продовжували працювати в Чорнобилі — уже ліквідаторами аварії.
У 1967 році вступила до Боярського технікуму гідромеліорації, який закінчила з червоним дипломом.

### Робота
- 16.10.1972 — 16.06.1983 — інженерка-гідротехнік колгоспу ім. Леніна, с. Горностайпіль Чорнобильського району Київської області[4];
- 17.06.1983 — 04.05.1987 — інженерка проєктної групи, старша інженерка проєктної групи Чорнобильського управління осушувальних систем, Чорнобиль[4];
- 05.05.1987 — 31.03.1988 — інженерка відділу механізації, інженерка-диспетчерка відділу водоохоронних робіт Київського управління меліорації і водного господарства, Київ[4];
- 01.04.1988 — 30.07.1994 — старша інспекторка відділу кадрів Броварського управління зрошувальних систем, Бровари[4];
- 01.08.1994 — 01.05.2011 — провідна інженерка-гідротехнік ДСВП «Чорнобильводексплуатація», Київ[4];
- 01.05.2011 — 04.05.2012 — провідна інженерка-гідротехнік ДСП «Чорнобильський спецкомбінат», Чорнобиль[4].

У 2012 році пішла на пенсію.

### Громадська діяльність
Брала участь у акціях протесту «Україна без Кучми» та Помаранчевій революції.
Євромайдан Антоніна Дворянець відвідувала з перших днів від його початку. За словами її колеги, який був з нею до останніх хвилин життя, вона туди ходила заради майбутнього своїх дітей та онуків. За час революції познайомилась з багатьма жінками в Будинку профспілок, разом з ними розносила чай та їжу. Під час морозів купувала за власні кошти активістам теплі шкарпетки.

### Вбивство
18 лютого 2014 року Антоніна Дворянець пішла на мирний пікет біля Верховної Ради.
Після початку розгону учасників акції на барикаді біля верхнього входу до станції метро «Хрещатик» на вулиці Інститутській виявили тіло Дворянець. Нанесені травми виявились несумісними з життям.
З розповідей євромайданівців, які чергували на барикаді, Антоніна Дворянець кинулась захищати активістів від побиття. В цей час її кийком сильно вдарив спецпризначенець міліції, ймовірно з підрозділу донецького «Беркуту».
Ідентифікували тіло за посвідченням ліквідаторки чорнобильської катастрофи.

## Родина
- Чоловік — Дворянець Іван Григорович[3], з 1 травня 1973 року[1];
  - Донька — Світлана Сторожук, закінчила школу № 5 міста Броварів, факультет міжнародних відносин Київського Національного університету імені Тараса Шевченка, станом на лютий 2017 року працювала начальницею відділу в Укрторгзовнішекспертизі[3][1].
    - Онука — Катерина[1];

  - Син — Володимир, закінчив школу № 10 міста Броварів, Національний транспортний університет, станом на лютий 2017 року працював начальником управління автотранспорту і механізації в Банкомзв'язку[3][1];
    - Онука — Анастасія[1].

## Вшанування пам'яті
У Броварах смерть загиблої вшанували гімном на похороні та новим блокпостом євромайданівців на міжнародній трасі до Києва.
З 2014 року існували пропозиції перейменувати на честь Антоніни Дворянець вулицю Постишева у Броварах, а також поставити пам'ятник на території міста. Однак броварські чиновники відмовили у задоволенні цих пропозицій.
В комунальній газеті «Брама» вийшла коротка замітка, що Антоніні Дворянець присвоять звання «Почесний громадянин міста Бровари». Однак, положення «Про присвоєння звання «Почесний громадянин міста Бровари», яке депутати ухвалили у 2012 році, не передбачало можливості його посмертного присвоєння. У серпні 2014 року Броварська міська рада внесла відповідні зміни до положення про це звання, після чого, 19 вересня, Антоніні Дворянець надали його посмертно.
17 квітня 2015 року у Броварах по вулиці Короленка (нині — Чорних Запорожців), 56а на одному з під'їздів, де проживала Антоніна Дворянець, встановили меморіальну дошку на її честь.
У червні 2015 року робоча група з підготовки пропозицій щодо перейменування вулиць запропонувала перейменувати на честь Антоніни Дворянець вулицю Камо, яка розташована поруч із будинком, де мешкала активістка.
25 грудня 2015 року на честь Антоніни Дворянець у Броварах перейменували вулицю Чубаря.

### Нагороди
- Звання Герой України з удостоєнням ордена «Золота Зірка» (21 листопада 2014, посмертно) — за громадянську мужність, патріотизм, героїчне відстоювання конституційних засад демократії, прав і свобод людини, самовіддане служіння Українському народу, виявлені під час Революції гідності[15].
- Медаль «За жертовність і любов до України» (УПЦ КП, червень 2015) (посмертно)[16].
- Грамота Верховного архієпископа Києво-Галицького Святослава (Українська греко-католицька церква, 2016, посмертно)[2].